# ラーメンライス
ラーメンライスは、ラーメンとライス（飯）を組み合わせたセットメニューのこと。

## 概要

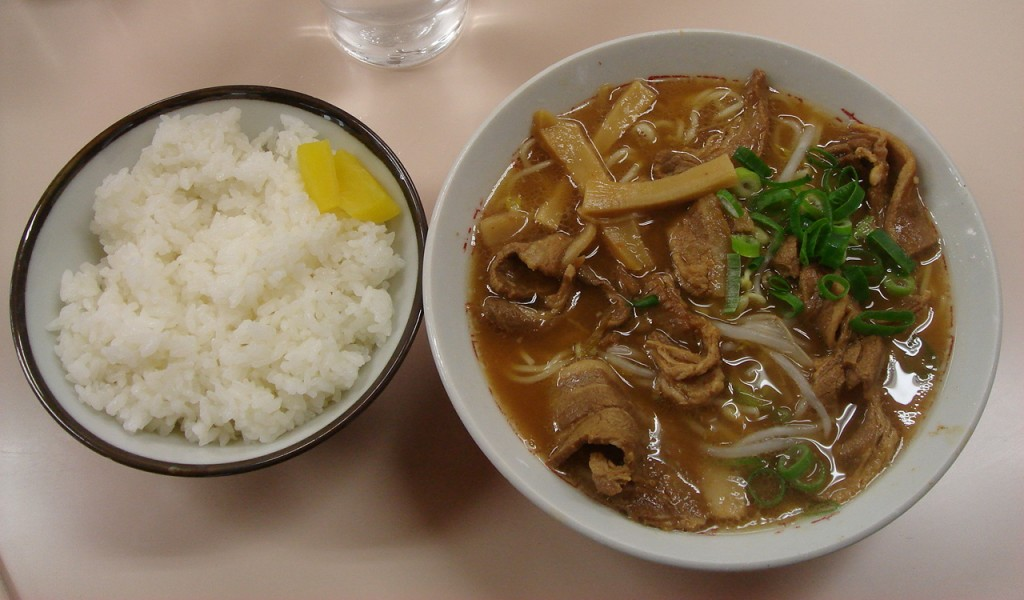
ラーメンライス（徳島ラーメン）

ラーメンに飯を添える理由は、ラーメンだけでは量を満足できない客に向けたものと考えられている。単に食べる量を増すだけなら麺を増やして大盛りのラーメンにする方法もあるが、大盛りでは麺とスープのバランスが釣り合わず、食べている途中で麺が伸びてしまうといったことから麺の代用として飯を添えたものとの解釈もある。北海道札幌市のラーメン店・味の三平は、かつてラーメンだけでは足りない客に飯を出しており、若い客が「ラーメンライス」と注文したことが全国に広まったことがラーメンライスの始まりと（半ば勝手に）語っている。そのほか、東京都新宿区馬場下町の蕎麦屋・三朝庵の「支那そばライス」が元祖という説もある。
塩気の強いラーメンのスープが飯のおかずに適しているとの意見もあり、味の濃い徳島ラーメンはラーメンライスで食べるのが標準的とも言われる。ラーメン店によってはラーメンと飯のセットに加え、漬物などのサービスが加わることもある。
貧しさの象徴として劇画や漫画などによく登場するメニューであり、世間体を気にする人はこのような取り合わせを決して選択しないとの声もあるが、そもそもラーメンはそれ自体で一つの食事をまかなえる料理であり、それを飯に対する副食にすることは豪華な食事といえるとの解釈もある。
1985年6月には、普通のカップラーメンと乾燥米を別々の容器に入れた『らーめんライス』がまるか食品から発売された。

## 食べ方
ラーメンを飯に対する汁物、ラーメンの麺をスープの具材と見なし、麺を飯の上に乗せる食べ方や、ラーメンの麺と飯とを別物と見なし、まず麺のみを食べた後、残りの具とスープを飯のおかずとする食べ方などがある。上品な食べ方とはいえないが、スープにご飯を入れて食べる者もおり、店によってはおじや風にして食べ終わることを推奨している。

## 栄養面
栄養学の面から見ると、炭水化物を中心とした主食同士の組み合わせであるラーメンライスのような食べ方は、炭水化物の過剰摂取によって肥満や糖尿病を招くなどの否定的な意見が多く、必須脂肪酸やビタミン、ミネラルといった重要な栄養素が不足するとも指摘されている。ただし、栄養素の不足については、ラーメンとライス以外の副菜を注文することで補うこともできる。

## フィクション作品
松本零士が描く漫画作品には、『元祖大四畳半大物語』『男おいどん』など、ラーメン単品はもちろんのことラーメンライスも登場することが多い。『男おいどん 』では、主人公である大山昇太の行きつけの中華料理店「紅楽園」のメニューとしてラーメンライスが登場する。大山は、スープを残して食べたラーメンにライスを入れるのが、ラーメンライスの正式な食べ方だと作中で述べている。なお、『男おいどん』は松本の下宿時代の自伝的な性格を帯びた作品とされるが、松本の自伝『遠く時の輪の接する処』によれば、実際には松本がラーメンライスの存在を知ったのは下宿を出た後のことであり、下宿時代にはライスとスープを汁かけ飯にして食べていたという。
福谷たかしの作品『独身アパートどくだみ荘』でも、主人公の堀ヨシオがラーメン店で「おいどん定食ね」とラーメンライスを注文するシーンがある。
グルメ漫画として知られる『美味しんぼ』では、前述のように麺を飯とともに食べたり、ラーメンの具である海苔やメンマを飯のおかずとする食べ方が紹介されている。